# Myra
Myra (tyrkisk: Demre) var en antik græsk by i Lykien, som en periode  var landets hovedstad. 
Byen lå tyve stadier fra havet ved den lille flod Myros (nu Demre Çay). Byen har mange fortidsminder; Speciel er de i akropolis vestlige side indhuggede klippegrave, der imiterer træhuse med søjleprydede facader, nogle med  gavlfelter med relieffer og lykiske indskrifter. 
Ved foden af klippen ligger et velbevaret teater, delvis indhugget i klippen, delvis bygget. Blandt byen biskopper kendes især Sankt Nikolaus, hvis kirke, som lå nedsunken i jorden til  dels fyldt med jord, blev  udgravet af russiske arkæologer i 1890'erne. Som byen havn brugtes Andriaka (nu Andraki), hvor Paulus landede på sin rejse til Rom (Apostlenes gerninger 27:5). 
Der er også adskillige ruiner af kirker, bade og et stort kornmagasin, med en indskrift med kejser Hadrian navn.
I dag ligger den tyrkiske by Kale (Demre) på stedet i provinsen Antalya.

## Eksterne kilder og henvisninger
- Wikimedia Commons har flere filer relateret til Myra
- Myra i Nordisk familjebok (2. udgave, 1913)
- Virtuel rundtur i Myra Arkiveret 14. april 2012 hos  Wayback Machine

36°15′50″N 29°58′18″Ø / 36.26389°N 29.97167°Ø